# Reserva Natural d'Abruka
La Reserva Natural d'Abruka és una reserva natural situada al comtat de Saare, a Estònia. Cobreix les illes d'Abruka, Kasselaid i Linnusitamaa. Comprèn una superfície de 414 ha.
L'àrea protegida es va fundar el 1937 per protegir els boscos d'Abruka. El 2007, l'àrea protegida va ser designada com a reserva natural.